# إيرين هاملين
إيرين هاملين (بالإنجليزية: Erin Hamlin) هي متسابقة على الجليد بمزلاجة أمريكية، ولدت في 19 نوفمبر 1986 في قرية نيو هارتفورد في الولايات المتحدة.

## وصلات خارجية
- الموقع الرسمي
- إيرين هاملين على موقع FIL (الإنجليزية)
- إيرين هاملين على موقع اللجنة الأولمبية الدولية (الإنجليزية)
- إيرين هاملين على موقع أوليمبيديا (الإنجليزية)
- إيرين هاملين على موقع اللجنة الأولمبية والبارالمبية الأمريكية (الإنجليزية)